# Michel de Piazza
Pour les articles homonymes, voir Piazza.
Michel de Piazza (mort en 1377) est un chroniqueur médiéval.
Ce franciscain doit en particulier sa notoriété à la description qu'il fait de l'introduction de la peste noire à Messine en 1347.